# Малинівка (Шумаковська сільрада)
Малинівка (рос. Малиновка) — хутір в Солнцевському районі Курської області Російської Федерації.
Населення становить 80 осіб. Входить до складу муніципального утворення Шумаковська сільрада.

## Історія
Населений пункт розташований на території українського етнічного та культурного краю Східна Слобожанщина.
Від 2004 року входить до складу муніципального утворення Шумаковська сільрада.

## Населення
| 2002 | 2010 |
| ---- | ---- |
| 128  | ↘80  |